# Cryptarthria
Cryptarthria é um gênero de mariposa pertencente à família Crambidae.